# Andrej Ljubčenko
Andrej Vladimirovič Ljubčenko (* 13. července 1963) je bývalý sovětský a běloruský fotbalový brankář, který působil v běloruské a české lize.

## Hráčská kariéra
Celou jednu dekádu byl stálicí v brance klubu KIM Vitebsk, nejvyšší soutěž si prve zahrál v Mohylevě v ročníku 1992.
Jako novou zajímavou posilu si ho vyhlédlo vedení uherskohradišťského fotbalového týmu. Postupně s úspěšným týmem vyhrál Moravskoslezskou fotbalovou ligu 1993/94 a druhou ligu 1994/95. V sezóně 1995/96 odchytal 13 prvoligových utkání. Po sezoně, kdy Uherské Hradiště sestoupilo, se vrátil zpět do Běloruska.
V běloruské lize absolvoval 95 zápasů.